# ریتا ویتادینی
ریتا ویتادینی (ایتالیایی: Rita Vittadini; ۱۹ مارس ۱۹۱۴ – ۱ ژانویهٔ ۲۰۰۰) ژیمناست هنری اهل ایتالیا بود.